# Кингс-Пойнт (Флорида)
Кингс-Пойнт (англ. Kings Point) — статистически обособленная местность, расположенная в округе Палм-Бич (штат Флорида, США) с населением в 12 207 человек по статистическим данным переписи 2000 года.

## География
По данным Бюро переписи населения США статистически обособленная местность Кингс-Пойнт имеет общую площадь в 4,66 квадратных километров, водных ресурсов в черте населённого пункта не имеется.
Статистически обособленная местность Кингс-Пойнт расположена на высоте 5 м над уровнем моря.

## Демография
По данным переписи населения 2000 года в Кингс-Пойнт проживало 12 207 человек, 3599 семей, насчитывалось 7998 домашних хозяйств и 10 494 жилых дома. Средняя плотность населения составляла около 2619,53 человек на один квадратный километр. Расовый состав населённого пункта распределился следующим образом: 99,10 % белых, Испаноговорящие составили  от всех жителей статистически обособленной местности.
Из 7998 домашних хозяйств в 0,1 % воспитывали детей в возрасте до 18 лет, 42,0 % представляли собой совместно проживающие супружеские пары, в 2,2 % семей женщины проживали без мужей, 55,0 % не имели семей. 52,2 % от общего числа семей на момент переписи жили самостоятельно, при этом 47,6 % составили одинокие пожилые люди в возрасте 65 лет и старше. Средний размер домашнего хозяйства составил 1,51 человек, а средний размер семьи — 2,05 человек.
Население статистически обособленной местности по возрастному диапазону по данным переписи 2000 года распределилось следующим образом: 0,2 % — жители младше 18 лет, 0,2 % — между 18 и 24 годами, 1,8 % — от 25 до 44 лет, 9,6 % — от 45 до 64 лет и 88,1 % — в возрасте 65 лет и старше. Средний возраст жителей составил 78 лет. На каждые 100 женщин в Кингс-Пойнт приходилось 67,0 мужчин, при этом на каждые сто женщин 18 лет и старше приходилось 67,0 мужчин также старше 18 лет.
Средний доход на одно домашнее хозяйство статистически обособленной местности составил 25 010 долларов США, а средний доход на одну семью — 34 761 доллар. При этом мужчины имели средний доход в 35 275 долларов США в год против 25 714 долларов среднегодового дохода у женщин. Доход на душу населения статистически обособленной местности составил 25 010 долларов в год. 4,0 % от всего числа семей в населённом пункте и 7,4 % от всей численности населения находилось на момент переписи населения за чертой бедности, при этом  из них были моложе 18 лет и 7,0 % — в возрасте 65 лет и старше.